# John Ericssonmedaljen
John Ericssonmedaljen är en utmärkelse som årligen utdelas av Chalmers tekniska högskola till de, baserat på studieprestation under utbildningen, främsta studenterna som under föregående år avlade civilingenjörs- eller arkitektexamen vid högskolan. Mottagarna erhåller vid en högtidlig utdelning en präglad medalj i solitt silver med sitt namn ingraverat samt diplom och en bok om John Ericssons liv.